# Al-Arisch

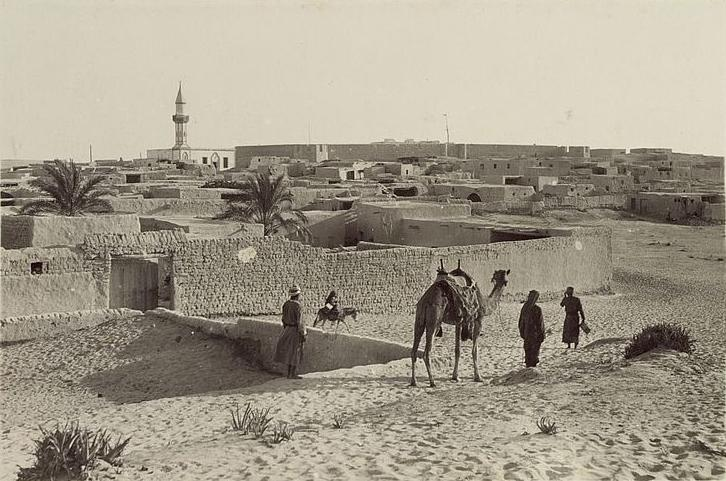
Historische Ansicht von Al-Arisch (zwischen 1914 und 1917)

Al-Arisch (arabisch العريش, DMG al-ʿArīš), auch el-Arisch (oder in der englischen Schreibweise Arish), ist der Hauptort und mit 144.900 Einwohnern (2002) auch die größte Siedlung des ägyptischen Gouvernements Schimal Sina.
Die Stadt liegt an der Mittelmeerküste auf der Sinai-Halbinsel, 334 Kilometer nordöstlich von Kairo und 70 Kilometer westlich vom Gazastreifen. Der Badeort, der sich durch klares Wasser, Sandstrände, Palmenhaine, eine Marina und durch Luxushotels auszeichnet, liegt am gleichnamigen Wadi, das bei Sturzfluten weite Teile des nördlichen und zentralen Sinais entwässert. Der Ort verfügt über einen Flugplatz.

## Geschichte
Der Ort wuchs um eine Beduinensiedlung in der Nähe des ptolemäischen Außenpostens Rhinokorura (Rhinocolura). Auf halber Strecke zwischen Alexandria und Jerusalem gelegen, dürfte es von größerem archäologischem Interesse sein; bislang wurden jedoch weder hier noch in der Umgebung Ausgrabungen vorgenommen. Im Mittelalter wurde die Stadt von den Pilgern mit dem biblischen Ort Sukkot gleichgesetzt – Arisch bedeutet „Palmhütte“ auf Arabisch, ähnlich wie Sukkot („Laubhütte“) auf Hebräisch.

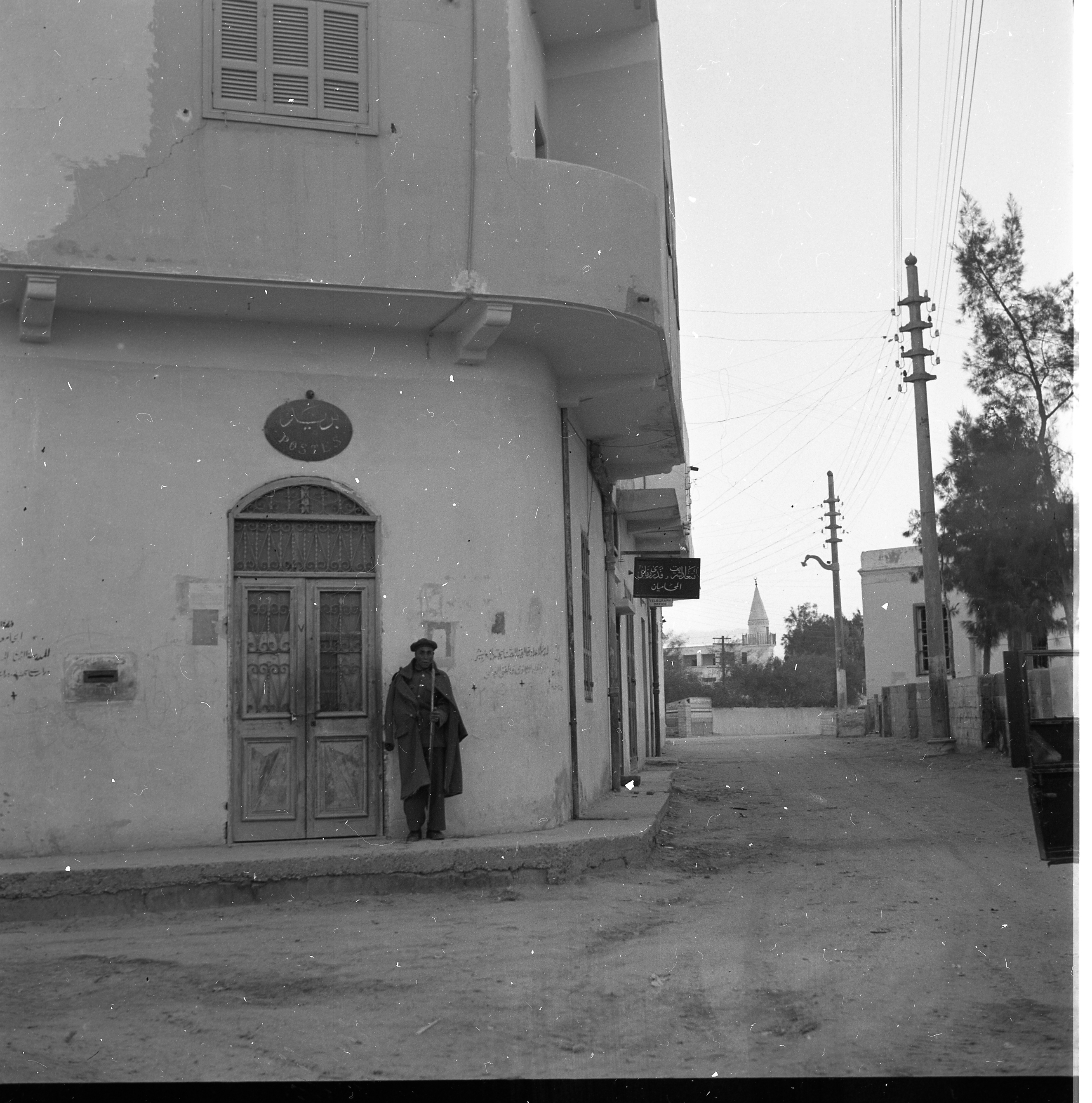
Straße in al-Arisch, 1954

Hier starb am 2. April 1118 Baudouin I., der erste Kreuzfahrer-König von Jerusalem, auf dem Rückmarsch von einem Feldzug gegen Ägypten.
Das Osmanische Reich ließ 1560 an dieser Stelle neue Befestigungsanlagen bauen. Während seiner Ägyptischen Expedition (1798–1801) ließ Napoleon Bonaparte den Ort belagern – Arisch fiel dann nach elf Tagen, am 19. Februar 1799.
Al-Arisch war im Ersten Weltkrieg ab Januar 1915 eine wichtige osmanische Basis und 1916 Flugstützpunkt des Asien-Korps. Im Dezember 1916 wurde die Stadt im Rahmen des britischen Palästinafeldzugs von den Alliierten eingenommen, wobei die alte Festung durch britische und australische Bombenabwürfe zerstört wurde. Die Stadt erhielt 1917 Anschluss an die Sinai-Bahn, die das britische Militär errichtete. Der Bahnhof diente zunächst und in späteren militärischen Konflikten militärischer Logistik und dem Güterverkehr. Ziviler Personenverkehr bediente den Ort von 1920 bis 1967. Seit 1982 liegt der Bahnhof still.
Im Palästinakrieg 1948 bombardierten israelische B-178-Militärflugzeuge den ägyptischen Luftwaffenstützpunkt in al-Arisch. 1956 und erneut von 1967 bis 1979 war die Stadt von Israel besetzt und wurde nach dem israelisch-ägyptischen Friedensvertrag am 26. Mai 1979 an Ägypten zurückgegeben. Danach wurde al-Arisch eine Drehscheibe des Handels zwischen beiden Ländern.

## Wirtschaft
Bei dem Ort verläuft eine ägyptische Erdgas-Pipeline, die Abnehmer in Syrien, Israel (seit 2008) und Jordanien versorgen soll. Das ambitionierte El-Arisch Nationalmuseum, das 2006 eröffnet wurde, ist derzeit geschlossen.

## Organhandel
Al-Arish galt laut Pressemeldungen von 2013 als Zentrum des illegalen Organhandels auf dem Sinai. In der Leichenhalle des Krankenhauses wurden Verstorbene gefunden, deren Körper in der Mitte oder an den Seiten mit großen Stichen wieder zugenäht worden waren. Nieren, Leber, Herz und Augenlinsen waren entfernt worden. Um die tausend Opfer wurden in den letzten Jahren anonym im Al-Sadaka-Massengrab der Stadt begraben. Bei den Opfern handelt es sich häufig um Flüchtlinge aus Afrika mit dem Ziel Israel. Sie werden von Beduinen entführt, um von ihren Familien Lösegeld zu erpressen. Ist der Erpressungsversuch nicht erfolgreich, werden sie getötet und vermarktbare Organe aus ihren Leichnamen herausgelöst.
Auf eine Kleine Anfrage der Linksfraktion antwortete die deutsche Bundesregierung, man habe Hinweise, wonach auf dem Sinai ein Beduinenstamm von 2010 bis 2011 afrikanische Flüchtlinge entführt und ihnen Organe zum Weiterverkauf an ägyptische Krankenhäuser entnommen haben soll. Demnach sollen etwa 200 bis 250 Personen Opfer dieser Praxis geworden sein, nicht wenige seien durch die Eingriffe zu Tode gekommen. Nach Schätzungen der Organisation Ärzte für Menschenrechte (PHR) in Tel Aviv waren seit 2007 rund 5000 bis 7000 afrikanische Flüchtlinge in beduinischen Folterkammern. Laut CNN operieren Mediziner und Organhändler auf der Halbinsel Sinai sogar mit mobilen Kliniken. Eine umfangreiche Dokumentation der EU vom September 2012 zeichnet das Bild einer systematischen Organhandelsindustrie.

## Klimatabelle
|                       | Jan  | Feb  | Mär  | Apr  | Mai  | Jun  | Jul  | Aug  | Sep  | Okt  | Nov  | Dez  |   |      |
| Mittl. Tagesmax. (°C) | 19,3 | 20,1 | 21,2 | 23,6 | 27,0 | 28,8 | 30,6 | 31,0 | 29,8 | 28,6 | 25,2 | 21,4 | ⌀ | 25,6 |
| Mittl. Tagesmin. (°C) | 8,3  | 9,0  | 10,7 | 13,2 | 16,1 | 18,7 | 21,1 | 21,8 | 20,3 | 17,9 | 14,3 | 10,1 | ⌀ | 15,2 |
|                       |      |      |      |      |      |      |      |      |      |      |      |      |   |      |
| Niederschlag (mm)     | 16   | 17   | 13   | 5    | 3    | 0    | 0    | 0    | 0    | 4    | 17   | 20   | Σ | 95   |
|                       |      |      |      |      |      |      |      |      |      |      |      |      |   |      |
| Sonnenstunden (h/d)   | 5,9  | 6,9  | 8,1  | 9,3  | 11,0 | 12,1 | 11,9 | 11,7 | 10,1 | 9,1  | 7,6  | 6,0  | ⌀ | 9,2  |
|                       |      |      |      |      |      |      |      |      |      |      |      |      |   |      |
| Regentage (d)         | 3    | 3    | 3    | 0    | 0    | 0    | 0    | 0    | 0    | 0    | 2    | 3    | Σ | 14   |
|                       |      |      |      |      |      |      |      |      |      |      |      |      |   |      |
| Luftfeuchtigkeit (%)  | 67   | 67   | 65   | 66   | 66   | 68   | 71   | 70   | 67   | 67   | 69   | 69   | ⌀ | 67,7 |

| 8,3 |

| 9,0 |

| 10,7 |

| 13,2 |

| 16,1 |

| 18,7 |

| 21,1 |

| 21,8 |

| 20,3 |

| 17,9 |

| 14,3 |

| 10,1 |

| 8,3 |

| 9,0 |

| 10,7 |

| 13,2 |

| 16,1 |

| 18,7 |

| 21,1 |

| 21,8 |

| 20,3 |

| 17,9 |

| 14,3 |

| 10,1 |